# Swit! Geunyeo-egen bimir-i-e-yo
Swit! Geunyeo-egen bimir-i-e-yo (쉿! 그녀에겐 비밀이에요?), noto anche con i titoli internazionali Her Little Secret e Secret to Her, è un film del 2008 co-scritto e diretto da Lee In-soo.

## Trama
Mimi, durante il suo soggiorno negli Stati Uniti come impiegata presso l'ambasciata sudcoreana, conosce e si innamora di Albert, che tuttavia la lascia repentinamente. Tornata nel frattempo in Corea, è estremamente sorpresa nel rivedere Albert, che afferma di essere venuto per tornare insieme a lei; l'uomo sembra però nascondere più di un segreto.

## Distribuzione
In Corea del Sud la pellicola è stata distribuita a livello nazionale a partire dal 4 settembre 2008.